# Isla San Cosme
Isla San Cosme är en ö i Mexiko. Den ligger på östkusten av delstaten Baja California Sur, i den västra delen av landet. Den tillhör Loreto kommun och har en area på 0,32 kvadratkilometer.
Reptilerna aspidoscelis tigris, chuckwalla och Urosaurus nigricaudus finns på ön.